# Тахи, Оннейн
Оннейн Тахи (англ. Onneyn Tahi; 24 июля 1918, Эмаэ, Шефа — 1998, там же) — вануатский государственный деятель, исполняющий обязанности президента Вануату (1989).

## Биография
Являлся членом социалистической партии Партия Вануаку, был в числе подписавших Декларацию независимости Вануату 1980 года. Занимал ряд министерских постов, среди которых — должность министра сельского и лесного хозяйства.
В 1989 году как председатель парламента временно исполнял обязанности президента Вануату.
Впоследствии занимал посты министра образования и министра финансов. В 1994 году выступил одним из основателей отколовшейся от Партии Вануаку Народно-демократической партии, однако в 1997 году, перед парламентскими выборами, вернулся в ряды Партии Вануаку.
Скончался незадолго до выборов от последствий ДТП.